# Kurt von Morgen
 Kurt von Morgen (ur. 1858, zm. 1928) – niemiecki generał, mianowany do stopnia generała piechoty z 1919 roku. Podczas I wojny światowej dowódca związków taktycznych Armii Cesarstwa Niemieckiego. Walczył na Froncie Rumuńskim.

## Życiorys
W czasie mobilizacji przed I wojną światową wyznaczony na dowódcę 3 Dywizji Rezerwowej. Później dowódca VII Korpusu Rezerwowego. Walczył z Korpusem na froncie rumuńskim. W sierpniu 1916 Grupa Operacyjna występująca pod jego nazwiskiem została odrzucona przez siły 7 Korpusu Rosyjskiego współdziałającego z wojskami rumuńskimi. 23 listopada 1916 roku pełnił funkcję dowódcy Grupy Operacyjnej, która przerwała front w kierunku na Ploeszti i wzięła do niewoli część sił lewoskrzydłowej grupy armii. W sierpniu 1917 roku odniósł sukces operacyjny nad Seretem, jednak działania wojsk rosyjsko rumuńskich pod dowództwem gen. E. Grigoresku nie dały wykorzystać powodzenia. 19 sierpnia 1917 r. w czasie kolejnej operacji Grupa Operacyjna gen. Morgana przeszła do natarcia, jednak została zatrzymana kontruderzeniem rumuńsko-rosyjskim. W roku 1918 został wyznaczony na dowódcę XIV Korpusu Rezerwowego.